# Макоев, Борис Ахсарбекович
Макоев Борис Ахсарбекович (22 января 1993, Чикола, Северная Осетия-Алания , Россия) — словацкий борец вольного стиля осетинского происхождения, до 2017 года представлявший российскую сборную . Серебряный призёр чемпионата мира 2017 года, призёр чемпионатов Европы 2020 и 2024 годов, участник Олимпийских игр 2020 года в Токио. 
Бронзовый призёр Чемпионата Мира 2022 года.

## Карьера
В августе 2017 года на чемпионате мира в Париже, уступив в финале иранцу Хасану Яздани, завоевал серебряную медаль.
В феврале 2020 года на чемпионате континента в Риме, в весовой категории до 86 кг Борис Макоев в схватке за бронзовую медаль поборол спортсмена из Болгарии Ахмеда Магомаева и завоевал бронзовую медаль европейского первенства.
В Софии на мировом олимпийском лицензионном турнире в решающем поединке за выход в финал, Макоев одолел борца из Азербайджана Абубакра Абакарова, тем самым добыв для себя путёвку на Олимпийские игры в Токио.

## Достижения
- Чемпионат мира по борьбе 2017 — ;
- Чемпионат Европы по борьбе 2020 — ;
- Чемпионат мира по борьбе 2022 —
- Чемпионат Европы по борьбе 2024 —